# Wilhelm Stuckart
Wilhelm Stuckart (Wiesbaden, 16 novembre 1902 – Hannover, 15 novembre 1953) è stato un avvocato tedesco, segretario di Stato (Staatssekretär) del Ministero dell'Interno durante il periodo nazista.

## Biografia
Nato a Wiesbaden il 16 novembre 1902 da un ferroviere, frequentò le scuole nella sua città natale e conseguì, nel 1922, il diploma di maturità scientifica. Lo stesso anno entrò nel Partito nazista e nel 1932 entrò nelle SA, alle quali poi preferì le SS. Fu coautore delle Leggi di Norimberga del 1935. Prese parte alla stesura della "Soluzione finale della questione ebraica" (Endlösung) durante la Conferenza di Wannsee, termine con cui egli intendeva l'espulsione degli ebrei e non l'annientamento, come poi si verificò.
Dopo la sconfitta del regime, Stuckart venne arrestato. Del ruolo da lui avuto nella formulazione e attuazione della politica razziale antisemita si giunse a parlare già nel 1945-46, durante il processo di Norimberga contro i principali criminali di guerra nazisti. Stuckart sedette sul banco degli imputati nel processo contro i segretari di Stato che si svolse a Norimberga dal 4 novembre 1947 al 13 aprile 1949 davanti a un tribunale americano.
Nella sentenza venne descritto come un "accanito nemico degli ebrei", uno di coloro che, "nella tranquilla quiete dei loro uffici nei ministeri", avevano partecipato alla "campagna" contro gli ebrei. Quella constatazione si fondava sul fatto che fino al 1943 si era occupato di "questioni ebraiche". Losener che in un primo tempo aveva in particolare confermato che Stuckart era a conoscenza dello sterminio degli ebrei tedeschi già prima della conferenza del Wannsee, testimoniò poi, durante l'interrogatorio in contraddittorio, a favore del segretario di Stato.
La corte valutò attentamente se le ripetute proposte di "sterilizzazione dei Mischlinge" di Stuckart fossero state avanzate allo scopo di rinviare o evitare misure più drastiche. Non essendo in grado di far luce su questo punto, essa decise "in dubio pro reo". In realtà, la Corte non disse affatto "in dubio pro reo", ma emise una sentenza lieve sulla base di allegazioni mediche che comprovavano un cattivo stato di salute dell'imputato e affermando che ogni pena superiore a quella inflitta sarebbe equivalsa a una condanna a morte. Una pena eccessiva anche per un uomo responsabile di gravi delitti quale era stato Stuckart.
La sentenza condannò l'imputato a 3 anni, 10 mesi e 20 giorni di detenzione, condanna che aveva già espiato durante l'internamento e la custodia cautelare. Al termine del processo, Stuckart si ritrovò pertanto a piede libero. Continuò a vivere a Berlino Ovest e nel 1953 perse la vita in un incidente stradale nei pressi di Hannover.